# Artur Pietrzyk
Artur Pietrzyk (ur. 4 października 1977 w Olkuszu) – polski żużlowiec.
Licencję żużlową zdobył w 1994 roku jako zawodnik Włókniarza Częstochowa. Barwy tego klubu reprezentował do 1999 r. oraz w latach 2001–2003. W 2000 r. startował w TŻ Opole, w 2004 i 2005 r. – w KM Ostrów Wielkopolski, a ostatnie dwa lata w karierze (2006 i 2007) – w Wybrzeżu Gdańsk. Dwukrotnie zdobył złote medale drużynowych mistrzostw Polski, w latach 1996 i 2003.
Finalista indywidualnych mistrzostw Europy (Heusden-Zolder 2001 – XII miejsce). Dwukrotny finalista młodzieżowych indywidualnych mistrzostw Polski (Częstochowa 1997 – VIII miejsce, Grudziądz 1998 – IV miejsce). Czterokrotny finalista mistrzostw Polski par klubowych (Leszno 1999 – V miejsce, Piła 2001 – brązowy medal, Wrocław 2002 – brązowy medal, Leszno 2003 – VII miejsce). Dwukrotny finalista młodzieżowych mistrzostw Polski par klubowych (Leszno 1996 – brązowy medal, Piła 1998 – VI miejsce). Trzykrotny finalista młodzieżowych drużynowych mistrzostw Polski (Rzeszów 1994 – IV miejsce, Gorzów Wielkopolski 1995 – IV miejsce, Częstochowa 1996 – złoty medal). Dwukrotny finalista turniejów o Srebrny Kask (Leszno 1997 – IX miejsce, Leszno 1998 – VI miejsce).